# 디에고 알론소
디에고 마르틴 알론소 로페스(스페인어: Diego Martín Alonso López, 1975년 4월 16일 ~ )는 우루과이의 전 축구 선수이자 현 축구 지도자로, 선수 시절 포지션은 스트라이커였다.